# مناخ الأرجنتين

المناطق المناخية في الأرجنتين

يُعتبر مناخ الأرجنتين معقدًا بشكل كبير، بسبب المساحة الشاسعة والتنوع الكبير في الارتفاعات الذي يخلق نطاقًا واسعًا من أشكال المناخ. الصيف هو الفصل الأدفأ والأكثر مطرًا في معظم أنحاء البلاد باستثناء باتاغونيا حيث يكون الصيف هو الفصل الأكثر جفافًا. عادة ما يكون الشتاء لطيفًا في الشمال؛ ومنعشًا في الوسط؛ وباردًا في الأجزاء الجنوبية التي تتعرض للصقيع والجليد والثلوج المتكرر. ولأن الأجزاء الجنوبية من البلاد تُلطَف بالمحيطات المحيطة بها، يصبح الصقيع أقل شدة وامتدادًا من المناطق التي تقع في نفس نطاق خطوط العرض في نصف الكرة الشمالي. أما الربيع والخريف فهما فصلان انتقاليان يكون الطقس فيهما لطيفًا بشكل عام.
تتضمن العديد من المناطق أشكالًا مختلفة وأحيانًا متناقضة من المناخ الأصغري. بشكل عام، تتميز المناطق الشمالية من البلاد بالصيف الحار والرطب والممطر، والشتاء اللطيف مع جفاف دوري. تتميز ميسوبوتاميا في الشمال الشرقي بدرجات الحرارة المرتفعة والأمطار الغزيرة طوال العام مع عدم حدوث الجفاف بشكل شائع. في الغرب من ذلك يقع إقليم تشاكو الذي يعتبر أدفأ مناطق الأرجنتين. يقل سقوط الأمطار في تشاكو في اتجاه الغرب، ينتج عن ذلك تغير أشكال النباتات من الغابات شرقًا إلى الشجيرات في الغرب. يُعتبر شمال غرب الأرجنتين جافًا وحارًا بالدرجة الأولى رغم التضاريس القاسية التي تجعله متنوعًا مناخيًا، بدءًا من المناخ البارد الجاف في بونا حتى الغابات الكثيفة. يتمتع وسط البلاد الذي يشمل البامبا في الشرق وإقليم كويو الأكثر جفافًا إلى الغرب بصيف حار مع تكرار الأعاصير القمعية والعواصف الرعدية، أما الشتاء فيكون باردًا وجافًا. أما باتاغونيا التي تقع ضمن الأجزاء الجنوبية من البلاد فتتضمن مناخًا جافًا مع صيف دافئ وشتاء بارد، وتتميز بالرياح القوية على مدار العام مع واحدة من أعلى معدلات سقوط الأمطار في العالم. تتعرض المناطق المرتفعة في جميع نطاقات خطوط العرض لظروف أبرد مع سقوط الجليد بشدة على المناطق الجبلية.
تميل الخصائص الجغرافية والجيومورفولوجية في الأرجنتين إلى خلق ظروف مناخية متطرفة، عادة ما تؤدي إلى كوارث طبيعية تؤثر سلبًا على البلاد من الناحية الاقتصادية والاجتماعية. في البامبا، حيث توجد العديد من المدن، تستوي التضاريس ما يتسبب في سوء تصريف المياه ويجعلها عرضة للفيضانات. تؤدي العواصف الشديدة إلى الأعاصير القمعية والبرد المدمر وعرام العواصف والرياح العاتية، متسببةً في أضرار بالغة للمنازل والبنية التحتية، بالإضافة إلى تشريد الآلاف من السكان والتسبب في خسائر فادحة في الأرواح. تؤثر أحداث درجات الحرارة المتطرفة مثل الموجات الحارة والموجات الباردة على المناطق الريفية والمناطق العمرانية عن طريق تأثيراتها السلبية على الزراعة، التي تعتبر من أهم الأنشطة الاقتصادية في البلاد، كما تتسبب في زيادة الطلب على الطاقة، ما يؤدي إلى نقصها.
تعتبر الأرجنتين من الدول المعرضة بشدة للتأثر بالتغير المناخي. ارتفعت درجات الحرارة خلال القرن الأخير بينما لوحظت تغيرات متنوعة في سقوط الأمطار، إذ تستقبل بعض المناطق أمطارًا أكثر بينما تستقبل مناطق أخرى أمطارًا أقل. أثرت تلك التغيرات على تدفق الأنهار، وزادت من تكرار أحداث الطقس المتطرف، كما أدت إلى انحسار الأنهار المتجمدة. بالاستناد على تقديرات هطول الأمطار ودرجات الحرارة، يبدو ان تلك الأحداث المناخية في طريقها لأن تصبح أكثر خطورة كما تخلق مشاكل جديدة متعلقة بالتغير المناخي في البلاد.

## الفصول
في الأرجنتين، يُقسم المناخ إلى أربعة فصول محددة، وهي الشتاء والربيع والصيف والخريف.

### الشتاء

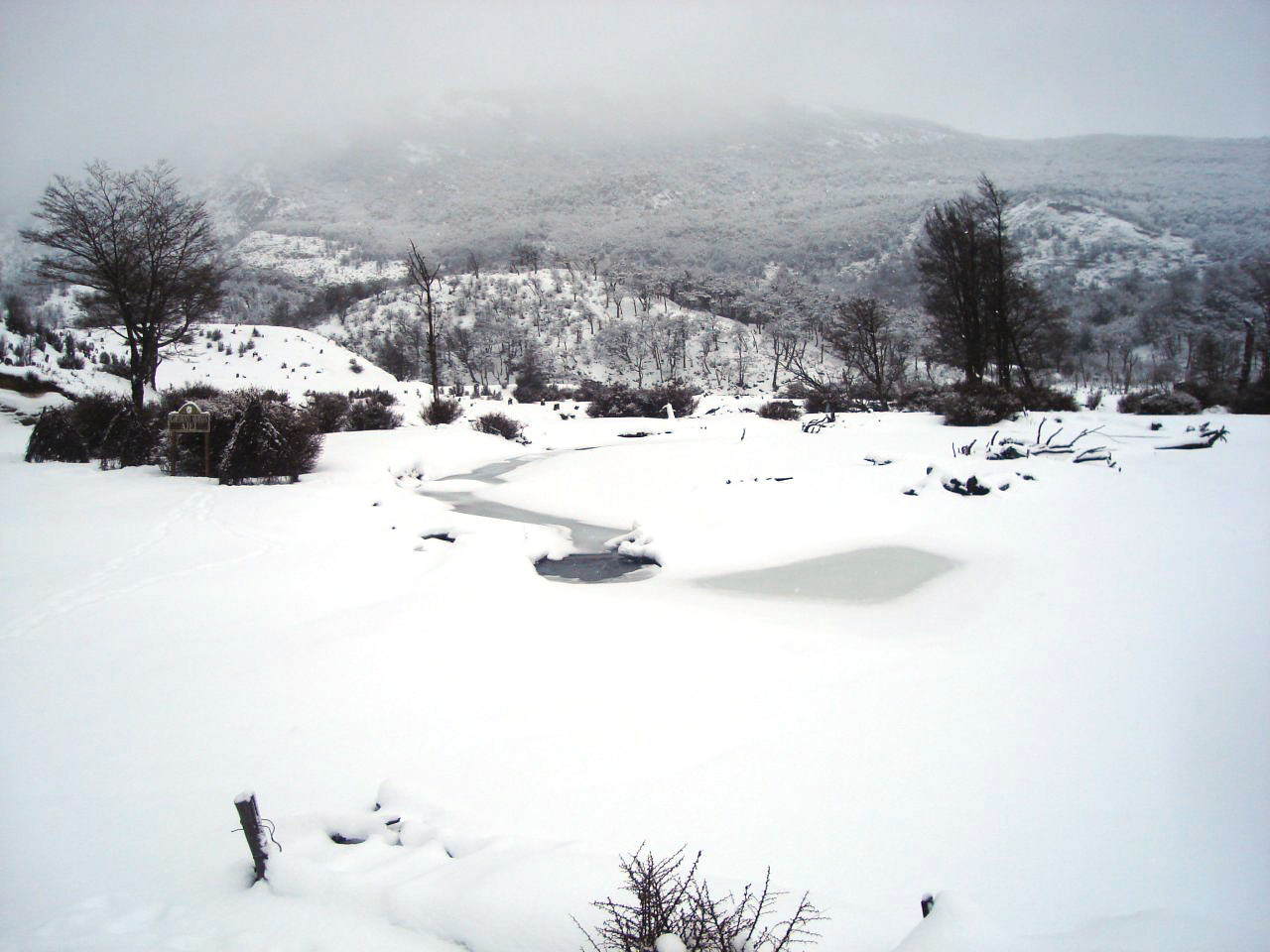
منتزه تييرا ديل فييغو خلال فصل الشتاء

في الشتاء (من شهر يونيو إلى شهر أغسطس)، تكون الأجزاء الشمالية من الأرجنتين دافئة بشكل عام، وتكون الأجزاء الوسطى لطيفة، أما الأجزاء الجنوبية فتكون باردة مع تكرار الصقيع والجليد. يُلطف المناخ في الأجزاء الجنوبية من البلاد بالمحيطات المحيطة، ما ينتج عنه مناخ بارد أقل في الشدة والمدة الزمنية إذا ما قورن بالمناطق التي تقع في نفس النطاق من خطوط العرض في نصف الكرة الشمالي. تتمتع الأجزاء الشمالية من البلاد بدرجات الحرارة الأدفأ، إذ يبلغ متوسط درجات الحرارة 14 درجة مئوية (57 فهرنهايت). بالنسبة للأجزاء الوسطى فهي أبرد، مع متوسط درجة حرارة يبلغ00, 10 درجات مئوية (50 فهرنهايت). في أقصى الجنوب، يقل متوسط درجات الحرارة عن 4 درجات مئوية (39 فهرنهايت). في المرتفعات الأعلى في جبال الأنديز، يقل متوسط درجات الحرارة في الشتاء عن الصفر بالمقياس المئوي (32 فهرنهايت). عادة ما تتطابق درجات الحرارة في يونيو ويوليو؛ ولكن في أغسطس ترتفع درجات الحرارة قرابة 2 درجة مئوية (4 فهرنهايت).
تختلف معدلات سقوط الأمطار كثيرًا خلال أشهر الشتاء. تبلغ أقصى معدلاتها في أقصى الشمال في إقليم ليتورال وفي الأجزاء الشمالية الغربية من باتاغونيا، حيث يتخطى متوسط سقوط الأمطار 250 مللي متر (10 بوصة). يتراوح معدل سقوط الأمطار في البامبا الرطبة بين 75 و 200 مللي متر (3 إلى 8 بوصة) بينما يكون متوسط سقوط الأمطار في الشمال، في المناطق التي تحد الأنديز، 10 مللي متر (0.4 بوصة).

### ربيع

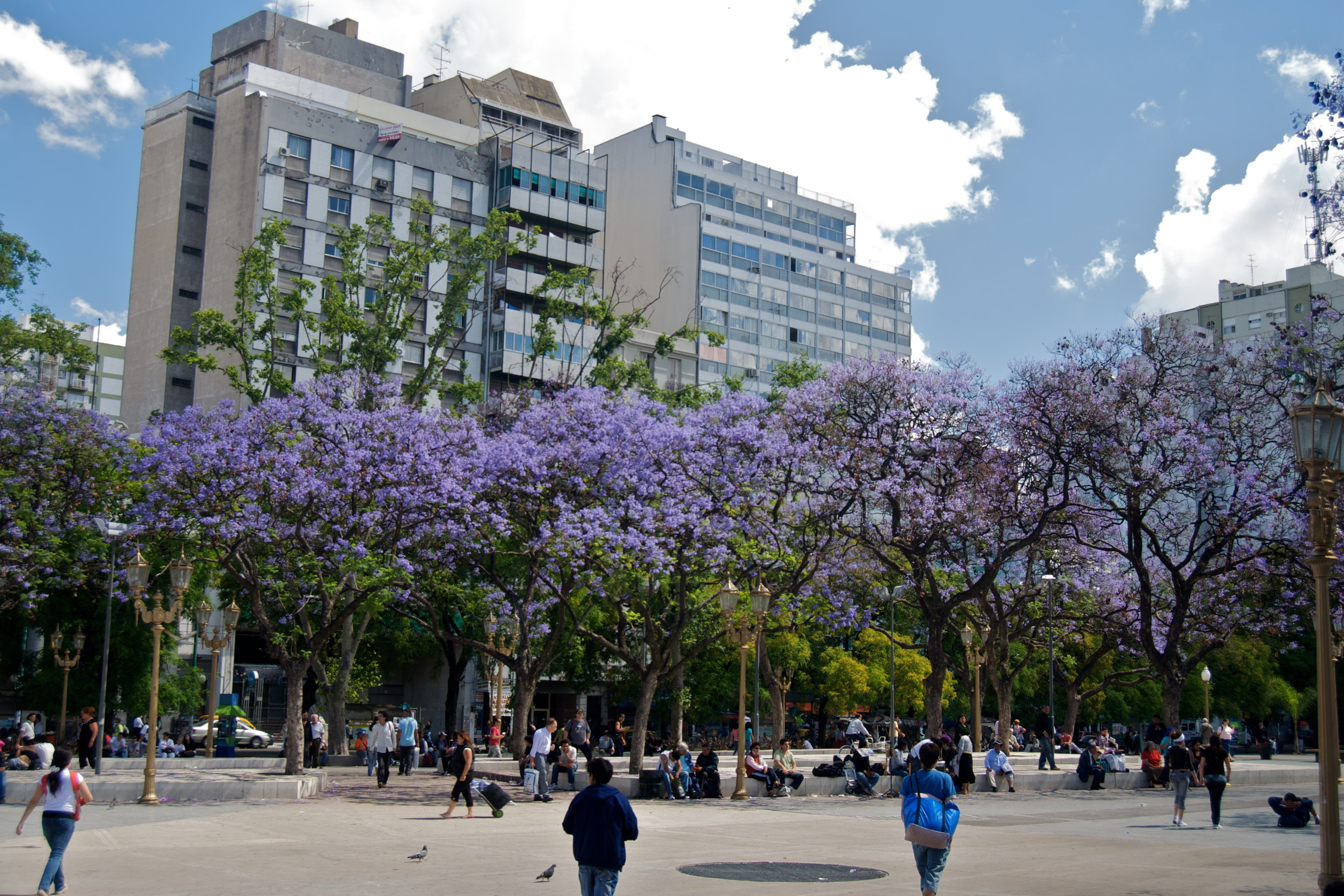
إزهار الجكراندة خلال فصل الربيع في العاصمة بوينس آيرس

يتطابق الربيع (من شهر سبتمبر إلى شهر نوفمبر) مع الخريف، إذ يكون النهار لطيفًا والليل منعش. تتفتح وتزهر العديد من النباتات البرية وتلك الموجودة في المدن أيضًا خلال منتصف أكتوبر. تتراوح درجات الحرارة بين 20 درجة مئوية (68 فهرنهايت) في الشمال و 14 درجة مئوية (57 فهرنهايت) في الوسط، وبين 8 و 14 درجة مئوية (46 إلى 57 فهرنهايت) في معظم أجزاء باتاغونيا. تحظى مقاطعة تييرا ديل فويغو والمرتفعات العالية في الأنديز بالربيع الأبرد، إذ يقل متوسط درجات الحرارة إلى ما دون 8 درجات مئوية (46 فهرنهايت). تصبح درجات الحرارة أدفأ كلما يمضي الربيع قُدمًا.
خلال الربيع، تتنوع معدلات سقوط الأمطار في البلاد، إذ تكون الكميات الأكبر في مقاطعة بوينس آيرس الشمالية وإقليم ليتورال، حيث يتخطى متوسط سقوط الأمطار 250 مللي متر (10 بوصة). توجد أقل معدلات لسقوط الأمطار ربيعًا في مناطق أريد (قطر أريد)، إذ تقل معدلات سقوط الأمطار إلى ما دون 50 مللي متر (2 بوصة).

### الصيف

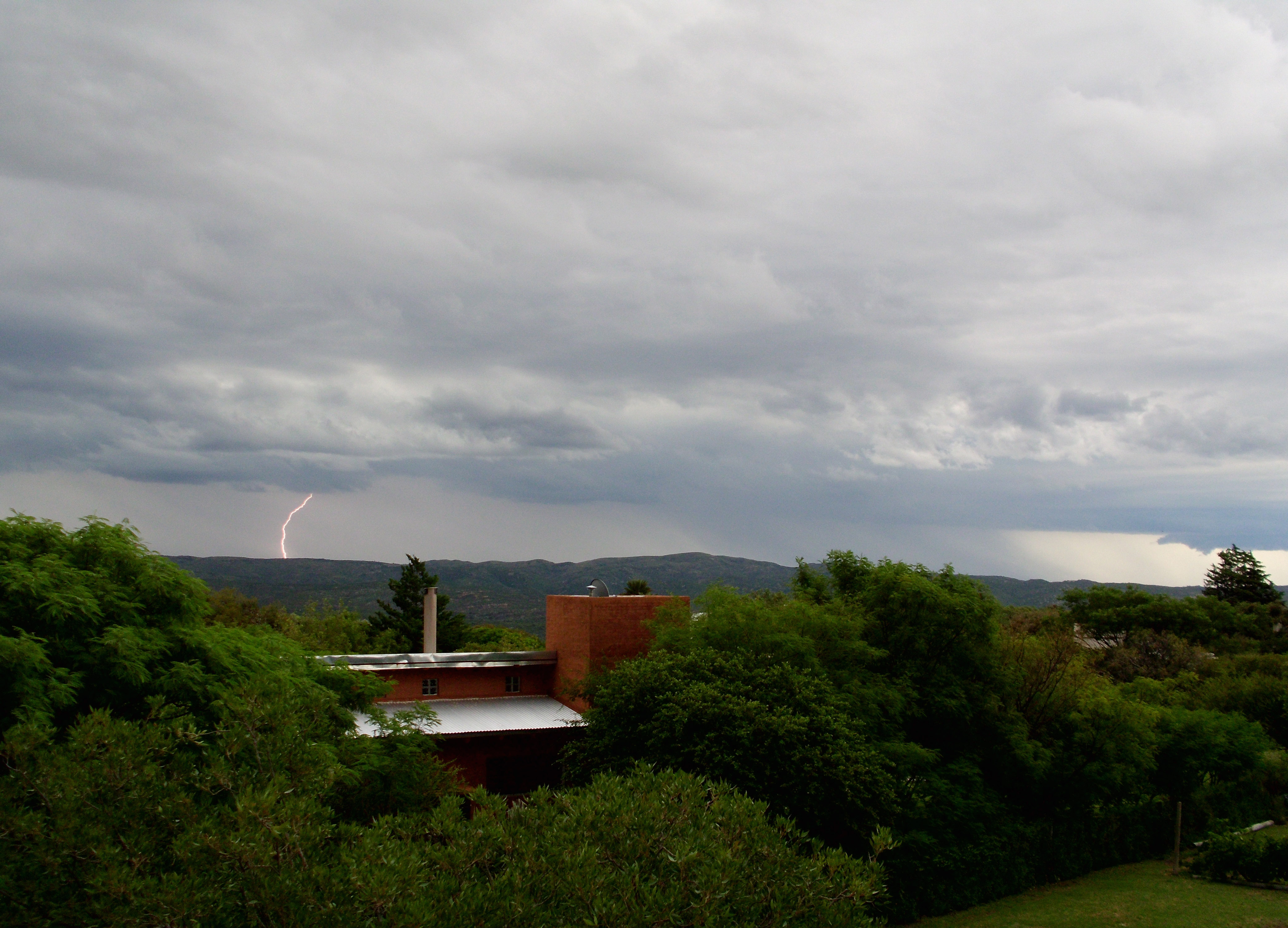
عاصفة رعدية في محافظة قرطبة خلال الصيف

في الصيف (من شهر ديسمبر إلى شهر فبراير)، تتراوح درجات الحرارة من متوسط يبلغ 26 درجة مئوية (79 فهرنهايت) في الشمال، إلى متوسط درجة حرارة 20 درجة مئوية (68 فهرنهايت) في الوسط باستثناء الأجزاء الجنوبية الشرقية من مقاطعة بوينس آيرس، حيث تكون درجات الحرارة أقل في الصيف نتيجةً للتأثير البحري. في أقصي جنوب البلاد، تبلغ متوسطات درجات الحرارة 12 درجة مئوية (54 فهرنهايت)؛ في المرتفعات الشاهقة، يقل المتوسط إلى ما دون 10 درجات مئوية (0889=50 فهرنهايت).
خلال الصيف، تتنوع معدلات سقوط الأمطار في البلاد: تعتبر الأجزاء الشرقية من مقاطعة سالتا ومقاطعة خوخوي ومقاطعة توكومان الشمالية ومقاطعة ميسيونيس بالكامل هي المناطق الأكثر إمطارًا، إذ تستقبل أكثر من  400 مللي متر (16 بوصة) خلال فصل الصيف. تتراوح معدلات سقوط الأمطار في معظم أجزاء إقليم ليتورال ومقاطعة بوينس آيرس بين 200 و300  مللي متر (8 و 12 بوصة). على جانب آخر، يكون إقليم باتاغونيا جافًا، مع معدلات سقوط دون 50 مللي متر (2 بوصة) - وأحيانًا أقل من 25 مللي متر (0.98 بوصة)- وهو ما يقل كثيرًا عن باقي المناطق، تستقبل باتاغونيا شهريًا ما بين 10 إلى 25 مللي متر (0.4 إلى 1.0 بوصة). في الأجزاء الوسطى والشمالية من البلاد، يكون يناير هو الشهر الأكثر إمطارًا، بمعدلات أمطار شهرية تبلغ 100 مللي متر (4 بوصة) في معظم المناطق، كما تتخطى 200 مللي متر (8 بوصة) في بعض المناطق.

### الخريف

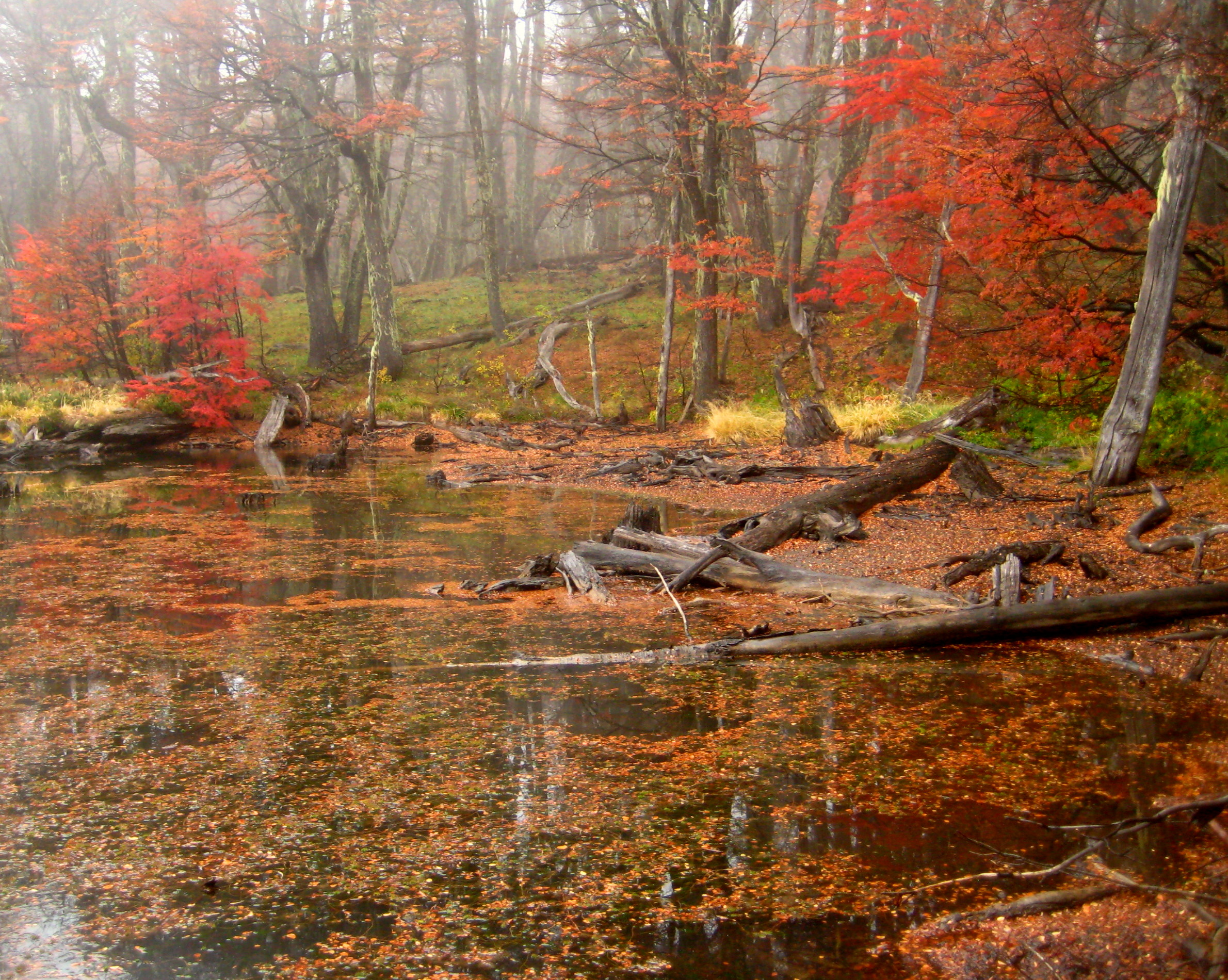
الخريف في باريلوتشي

يكون الخريف (من شهر مارس إلى شهر مايو) لطيفًا بكشل عام. تُظهر بعض الغابات والكروم أوراق الخريف الحمراء والبرتقالية، خاصةً في منتصف أبريل. يصل الصقيع أولًا في الجنوب بشكل ملحوظ، ثم يلحقه الشمال. قد يتخطى متوسط درجة الحرارة 22 درجة مئوية (72 فهرنهايت) في الأجزاء الشمالية من البلاد، بينما قد تصل إلى 16 درجة مئوية (61 فهرنهايت) في معظم الأجزاء الوسطى من البلاد، وتقل عن 6 درجات مئوية (43 فهرنهايت) في المرتفعات.  كلما يمضي الخريف قُدمًا، تنخفض درجات الحرارة في كل المناطق، إذ يكون مارس أدفأ من مايو. في الشمال، تتراوح درجات الحرارة المتوسطة من 24 درجة مئوية (75 فهرنهايت) في مارس إلى 18 درجة مئوية (64 فهرنهايت) في مايو.في الأجزاء الوسطى من البلاد، تتراوح درجات الحرارة المتوسطة في مارس  بين 18 و 22 درجة مئوية (64 و 72 فهرنهايت)، وتنخفض إلى ما بين 10 و 14 درجة مئوية (50 و 57 فهرنهايت) في مايو. يبلغ متوسط درجات الحرارة في مقاطعة تييرا ديل فويغو في أقصى الجنوب 10 درجات مئوية (50 فهرنهايت) وأحيانًا أقل من ذلك.
تكون معدلات سقوط الأمطار أكبر ما يمكن في في شمال شرق الأرجنتين وأقل ما يمكن في إقليمي باتاغونيا بوكويو. في شمال شرق الأرجنتين، قد يتخطى معدل سقوط الأمطار 400 مللي متر (16 بوصة) بينما تتراوح معدلات سقوط الأمطار خريفًا في مقاطعة بوينس آيرس وشمال غرب الأرجنتين بين 100000 و 500 مللي متر (8 و 20 بوصة). قد تقل معدلات سقوط الأمطار إلى ما دون 50 مللي متر (2 بوصة) في معظم الأجزاء الغربية من شمال غرب الأرجنتين، وفي باتاغونيا (باستثناء باتاغونيا الغربية حيث يرتفع معدل سقوط الأمطار، متراوحًا بين 100 و 200 مللي متر (4 إلى 8 بوصة)) وفي أقاليم كويو. في الشمال الغربي، تقل معدلات سقوط الأمطار بمضي الخريف قُدمًا، مدللةً على موسم الجفاف. على سبيل المثال، في مقاطعة توكومان، تسقط الأمطار في مارس بمعدلات تتخطى 200 مللي متر (8 بوصة) بينما تنخفض في مايو إلى ما دون 50 مللي متر (2 بوصة). على النقيض، تزيد معدلات سقوط الأمطار في باتاغونيا، وخاصة في الأجزاء الغربية بحيث تتخطى الأمطار في مايو 100 مللي متر (4 بوصة).